# Stazione di Arco
La stazione di Arco era una stazione ferroviaria posta sulla ferrovia Rovereto-Arco-Riva. Serviva il comune di Arco.

## Storia
Attivata nel 1891, la stazione fu dismessa all'atto della chiusura della linea, nel 1936, per poi essere totalmente dismessa.

## Strutture e impianti
La stazione vera e propria era costituita da un fabbricato viaggiatori. Ad oggi il fabbricato è stato convertito in autostazione mentre i binari sono stati smantellati.